# Rhynchorhina mauritaniensis
Rhynchorhina mauritaniensis ist eine große Rochenart aus der Gruppe der Geigen- und Gitarrenrochen. Sie ist bisher vor allem von der Küste Mauretaniens bekannt und wurde erst 2016 wissenschaftlich beschrieben. Den dort lebenden Imraguen war sie jedoch schon länger bekannt. Das Art-Epitheton mauritaniensis verweist auf das Vorkommen der Rochenart, die Gattungsbezeichnung Rhynchorhina auf die verwandten Gattungen Rhynchobatus und Rhina. Rhynchorhina mauritaniensis hat die abgerundete Schnauze von Rhina ancylostoma und die Färbung von Rhynchobatus luebberti.

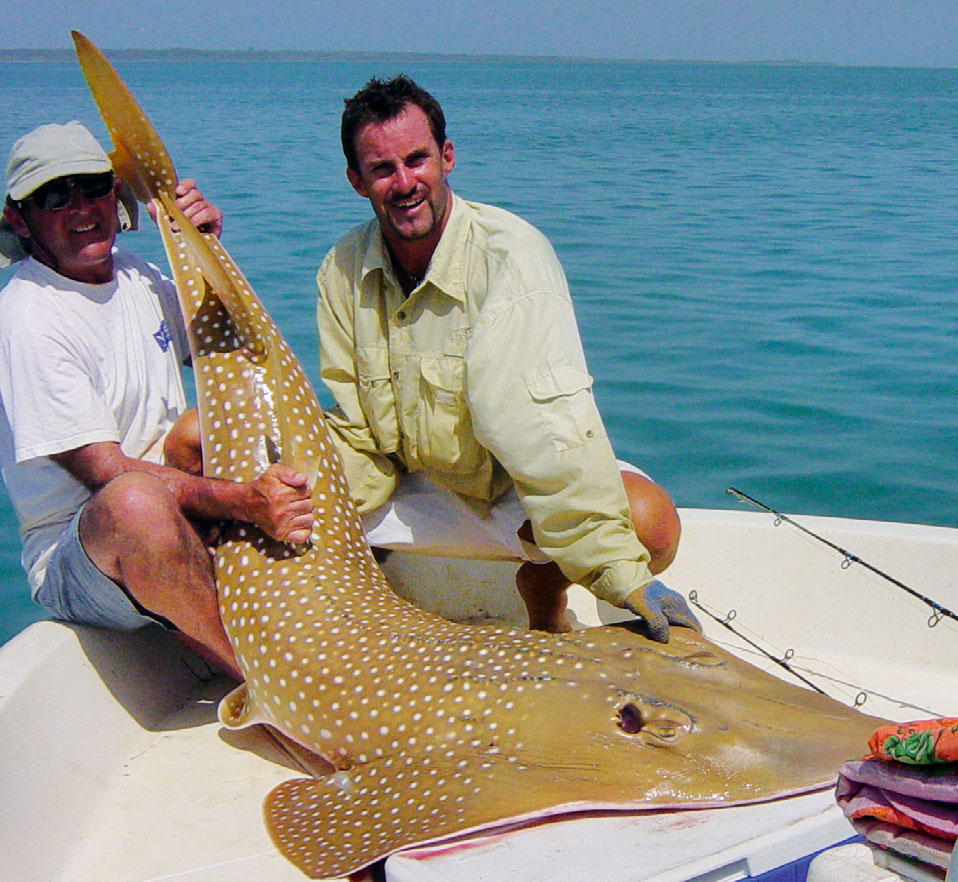
Rhynchorhina mauritaniensis ähnelt dem hier abgebildeten Rhynchobatus luebberti, hat im Unterschied zu diesem aber eine abgerundete Schnauze

## Merkmale
Das größte bisher bekannte Männchen von Rhynchorhina mauritaniensis hatte eine Gesamtlänge von 2,75 Meter, das größte Weibchen war 2,04 Meter lang. Wie bei allen Geigen- und Gitarrenrochen ist der Rumpf haiähnlich mit zwei großen, sichelförmigen Rückenflossen. Der Kopf ist abgeflacht und vorne abgerundet. Oberer und unterer Lobus der Schwanzflosse sind deutlich voneinander getrennt. An den unteren Seiten des Schwanzes erstrecken sich zwei lange Hautfalten. Die schräg stehenden Nasenöffnungen sind sehr groß und klar voneinander sowie vom Maul getrennt. Die leicht wellenförmig gebogenen Kiefer sind mit 66 bzw. 72 Zähnen besetzt, die in pflasterartigen Reihen angeordnet sind. Das Rostrum ist mit zwei Reihen spitzer Dornen besetzt, zwei oder drei weitere Dornen können sich an der Schnauzenspitze befinden. Je eine gebogene Reihe kleiner Dornen verläuft von den Augen zu den Spritzlöchern. Eine Reihe von ca. 36 großen, spitzen Dornen erstreckt sich vom Nacken zur ersten Rückenflosse. Im Nacken wird die Dornenreihe rechts und links von je einer weiteren Dornenreihe begleitet. Weitere 6 Dornen liegen zwischen den zwei Rückenflossen. Außerdem können einigen Dornen im äußeren Schulterbereich vorhanden sein. Der Körper ist mit kleinen Schuppen bedeckt, die jeweils eine mittlere und eine seitliche Spitze aufweisen. Rhynchorhina mauritaniensis ist auf der Rückenseite grau bis grünlich gefärbt und mit zahlreichen weißen, augenfleckähnlichen Flecken gemustert. An der Unterseite der Schnauze befindet sich ein großer schwarzer Fleck.

## Lebensraum
Rhynchorhina mauritaniensis ist sicher bisher nur aus dem Nationalpark Banc d’Arguin vor der Küste Mauretaniens bekannt und lebt dort in flachem Wasser auf Sandbänken und in den zahlreichen Buchten und natürlichen Kanälen einer ehemaligen pleistozänen Flussmündung. Unter dem Einfluss der nahen Sahara kann die Wassertemperatur auf bis zu 39 °C und die Salinität auf bis zu 80 g/l ansteigen. Ein einzelnes großes Männchen wurde bei Agadir beobachtet aber nicht gefangen. Bei einem für die Erstbeschreibung untersuchten Weibchen fand man im Magen Garnelen und bei einem Männchen im Magen die Überreste von Muränen.